# Lombo Branco
Lombo Branco és una vila al nord-oest de l'illa de Santo Antão a l'arxipèlag de Cap Verd. Està situada a 4 km al sud-est de Ribeira Grande i a 17 kilòmetres al nord de Porto Novo.